# 陆安慧
陆安慧（1972年11月—），男，汉族，山东潍坊人，中华人民共和国政治人物。现任大连理工大学校长助理，教授，博士生导师，致公党辽宁省委副主委。第十四届全国政协委员。